# Mappa della metropolitana di Londra
(Ian Russell)
La mappa della metropolitana di Londra (in inglese Tube map) è un diagramma schematico che rappresenta le linee e le stazioni della metropolitana di Londra, oltre che di altri mezzi pubblici londinesi (Docklands Light Railway, London Overground, Elizabeth Line, Tramlink, London Cable Car e Thameslink).
Essendo schematica, la cartina non è geograficamente corretta ma mostra piuttosto l'esatta posizione delle stazioni sulle linee, gli interscambi tra esse e le zone tariffarie della Travelcard. La mappa, inoltre, utilizza degli specifici simboli per distinguere le fermate e ricorre al carattere Johnston per riprodurre i nomi delle stazioni e delle linee.
La cartina della metropolitana di Londra, tuttavia, non è sempre stata così: per gran parte della prima metà del Novecento, infatti, le stazioni erano disposte in base alla loro esatta posizione geografica. Fu all'inizio degli anni trenta che Harry Beck, un impiegato della metropolitana di Londra, concepì un nuovo tipo di cartina che venne successivamente adottato dalle altre metropolitane nel mondo.

## Storia

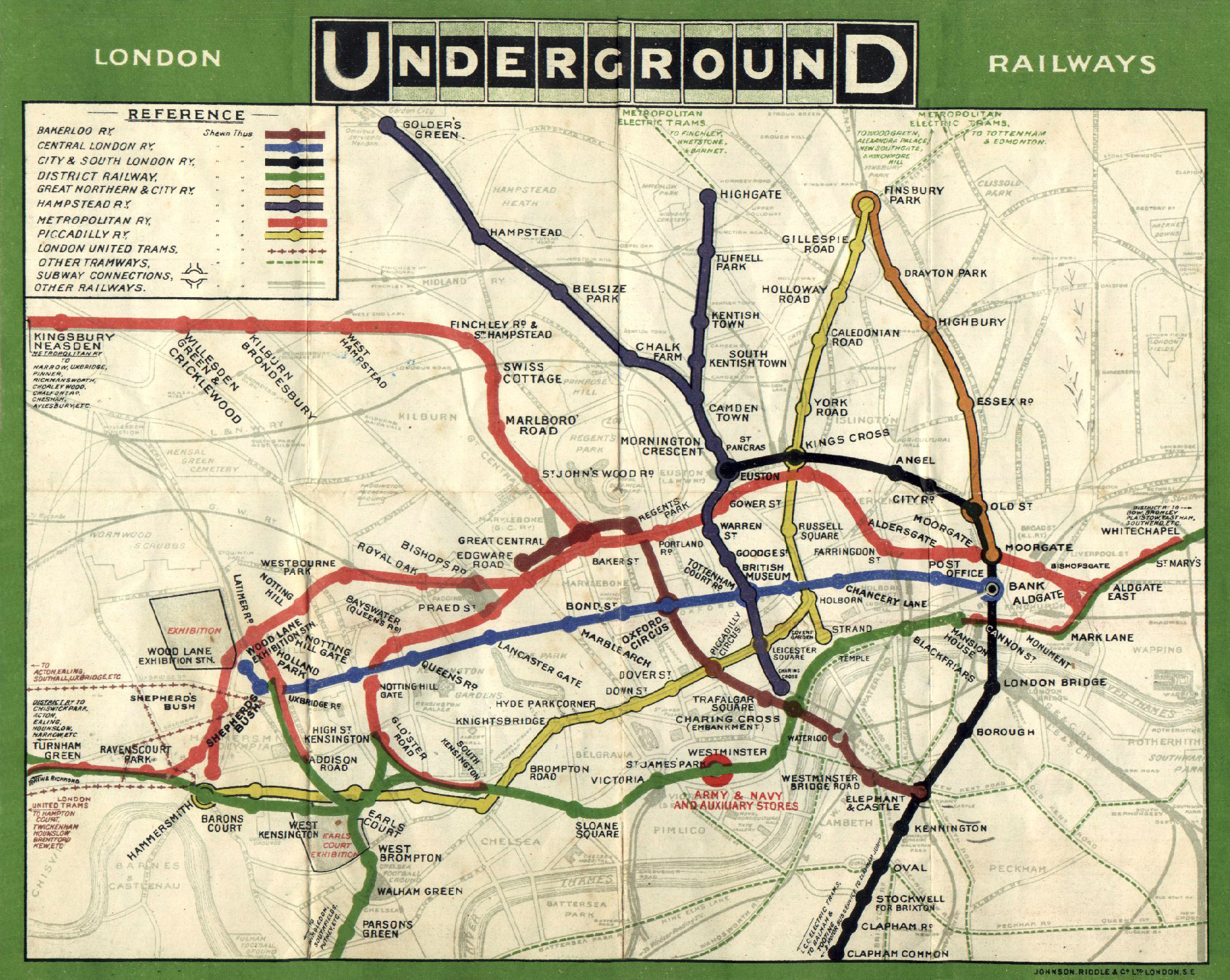
Cartina del 1908

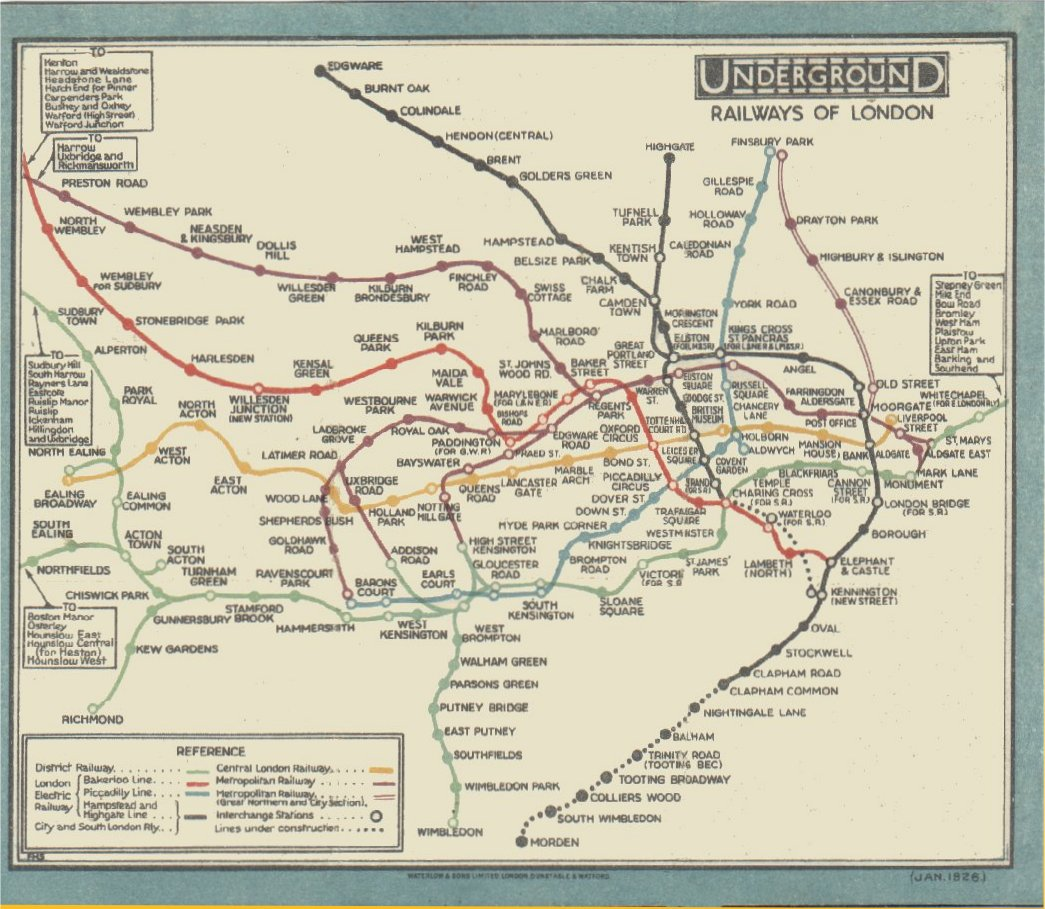
Cartina del 1926

### Prima di Beck
Se a partire dal 1948 i trasporti londinesi fanno parte di una singola rete gestita da un unico ente, nel XIX e XX secolo erano invece un insieme di linee indipendenti costruite e gestite da diverse compagnie. Queste ultime pubblicavano esclusivamente le mappe dei loro servizi e raramente collaboravano per produrre una singola cartina che mostrasse tutte le linee. Inoltre, la cartina veniva originariamente sovrapposta ai principali assi viari di Londra, così da ottenere una raffigurazione geograficamente esatta, ma tuttavia penalizzata da un'impaginazione disomogenea in quanto così facendo le stazioni centrali risultavano molto vicine mentre quelle periferiche lontane.
La prima mappa che raffigurò la rete metropolitana londinese nella sua totalità venne pubblicata nel 1908 dalla Underground Electric Railways Company of London (abbreviata in UERL). L'insieme di queste linee venne chiamato Underground.
La mappa, inoltre, comprendeva otto linee: quattro erano gestite dalla UERL e quattro amministrate da altre entità.
In riferimento alla prima immagine posta sulla destra, di seguito viene riportata una tabella che illustra i nomi e i colori delle linee nella prima metà del XX secolo:
| Linea                                           | Colore    |
| ----------------------------------------------- | --------- |
| Baker Street and Waterloo Railway               | Marrone   |
| Charing Cross, Euston and Hampstead Railway     | Grigio    |
| Great Northern, Piccadilly and Brompton Railway | Giallo    |
| Metropolitan District Railway                   | Verde     |
| Central London Railway                          | Blu       |
| City and South London Railway                   | Nero      |
| Great Northern and City Railway                 | Arancione |
| Metropolitan Railway                            | Rosso     |

Sempre nel 1908, all'interno dei vagoni della metropolitana di Londra apparve un nuovo tipo di mappa: si trattava di un diagramma lineare che nella raffigurazione ricorreva a rette orizzontali così da rendere uguali le distanze tra le stazioni. Essere geograficamente corretti, però, come già accennato comportò numerose restrizioni nella redazione della mappa, tra cui l'impossibilità di aggiungere maggiori dettagli nell'affollata area centrale e l'omissione delle stazioni situate al termine delle linee (per esempio le estremità della linea della Metropolitan Railway furono omesse). La mappa di conseguenza non copriva l'intera rete metropolitana e questo problema persistette per quasi cinquant'anni.
Durante gli anni venti nelle cartine venne omesso lo sfondo viario, grazie all'intervento di Gill MacDonald, e iniziarono a essere visualizzate diverse linee della metropolitana e alcuni servizi ferroviari (soprattutto la London & North Eastern Railway, LNER). Molte di queste furono disegnate da Georg Dow.
Questi interventi consentirono maggiore flessibilità nella collocazione di linee e stazioni. Le linee divennero più stilizzate ma la loro sistemazione rimase, in parte, di natura geografica. L'ultima mappa a rispettare questi canoni fu stampata nel 1932, prima dell'introduzione dello stile topografico.

### Le mappe di Beck

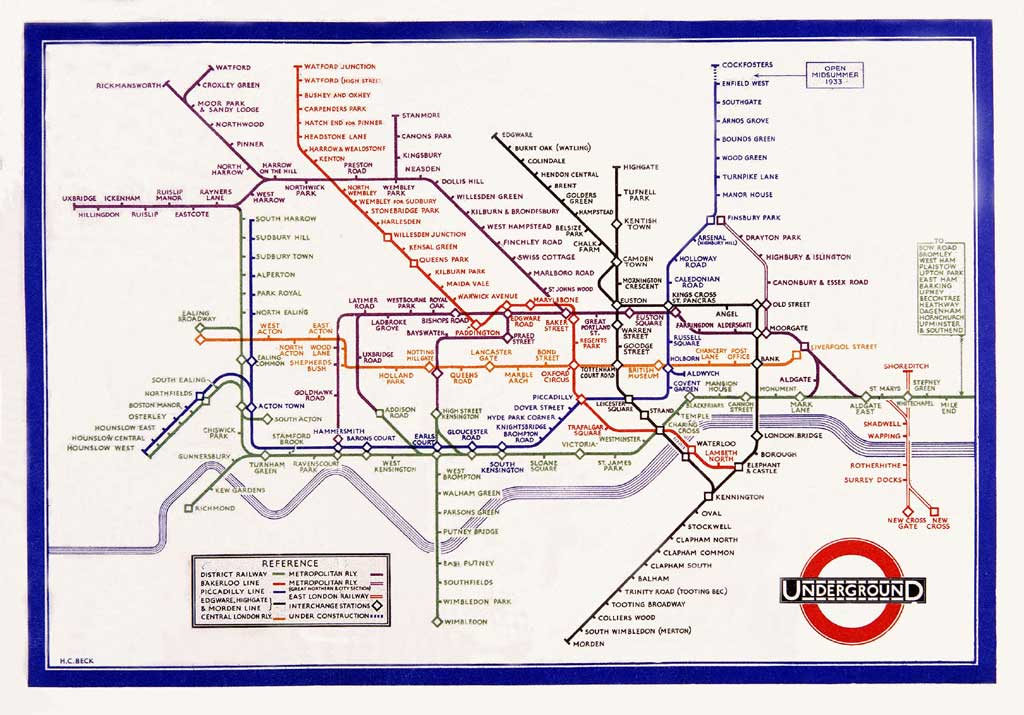
La prima mappa della metropolitana di Londra schematica, concepita da Harry Beck

La prima mappa schematica della rete metropolitana londinese venne concepita da Harry Beck nel 1931. Beck all'epoca era un impiegato della London Underground e, trovandosi spesso a contatto con le cartine della metropolitana, capì che, dato che questa scorreva sottoterra e non in superficie, al passeggero non interessava conoscere l'esatta posizione geografica delle stazioni quanto piuttosto sapere come spostarsi agevolmente tra le fermate e le linee nei loro reciproci interscambi. Quest'approccio è simile a quello degli schemi elettrici, che però (a differenza di quanto si crede) non diedero l'ispirazione a Beck: tuttavia i suoi colleghi notarono le somiglianze e realizzarono una mappa dove le stazioni vennero sostituite con i simboli e i nomi degli schemi elettrici (come accadde alla linea Bakerloo, che venne riprodotta sotto il nome di Bakelite Line).
Beck, nelle sue cartine, rinunciò alla scala di rappresentazione (ovvero a una fedele rappresentazione alle distanze geografiche reali) in favore di una maggiore chiarezza e leggibilità complessiva. Secondo i canoni da lui stabiliti, le linee potevano essere solo verticali, orizzontali o disposte diagonalmente (con un'inclinazione di 45 gradi); nelle cartine era inoltre presente anche il Tamigi.
Nel 1932 vennero pubblicate circa cinquecento copie in via sperimentale e, dato il successo che la cartina riscontrò nei viaggiatori, l'anno successivo ne vennero stampate più di 700 000.
Beck continuò poi a disegnare mappe su una base indipendente. Le cartine successive rispettarono tutte lo stile da lui introdotto, con la sola eccezione di un'unica (e poco popolare) cartina prodotta da Hans Scheger nel 1939.
Nel corso degli anni furono introdotte piccole variazioni nei simboli o nei colori utilizzati rispetto alla cartina del 1931. I rombi utilizzati per designare le stazioni d'interscambio, ad esempio, vennero sostituiti con dei cerchi e, inoltre, furono modificati i colori di alcune linee (la Central da arancione diventò rossa, la Bakerloo invece abbandonò il suo tradizionale colore rosso per diventare marrone). Questi cambiamenti sono visibili sulla mappa del 1936.
Beck produsse la sua ultima mappa nel 1960.

### Dopo Beck
Negli anni sessanta Beck fu licenziato dal responsabile della comunicazione, Harold Hutchinson, il quale realizzò una propria versione della cartina, nonostante non avesse la qualifica di designer grafico. Hutchinson si discostò dai canoni grafici stabiliti da Beck riguardo l'inclinazione delle linee e rimosse le curve, piuttosto frequenti nelle cartine di Beck; a causa di questa sua decisione, però, alcune aree risultavano confusionarie e difficilmente leggibili, soprattutto nella zona intorno alla stazione di Aldgate.
Hutchinson, inoltre, stabilì anche nuove convenzioni grafiche per i simboli di interscambio: i quadrati per le stazioni collegate alla British Rail e un cerchio per le stazioni che facevano parte esclusivamente della rete metropolitana.

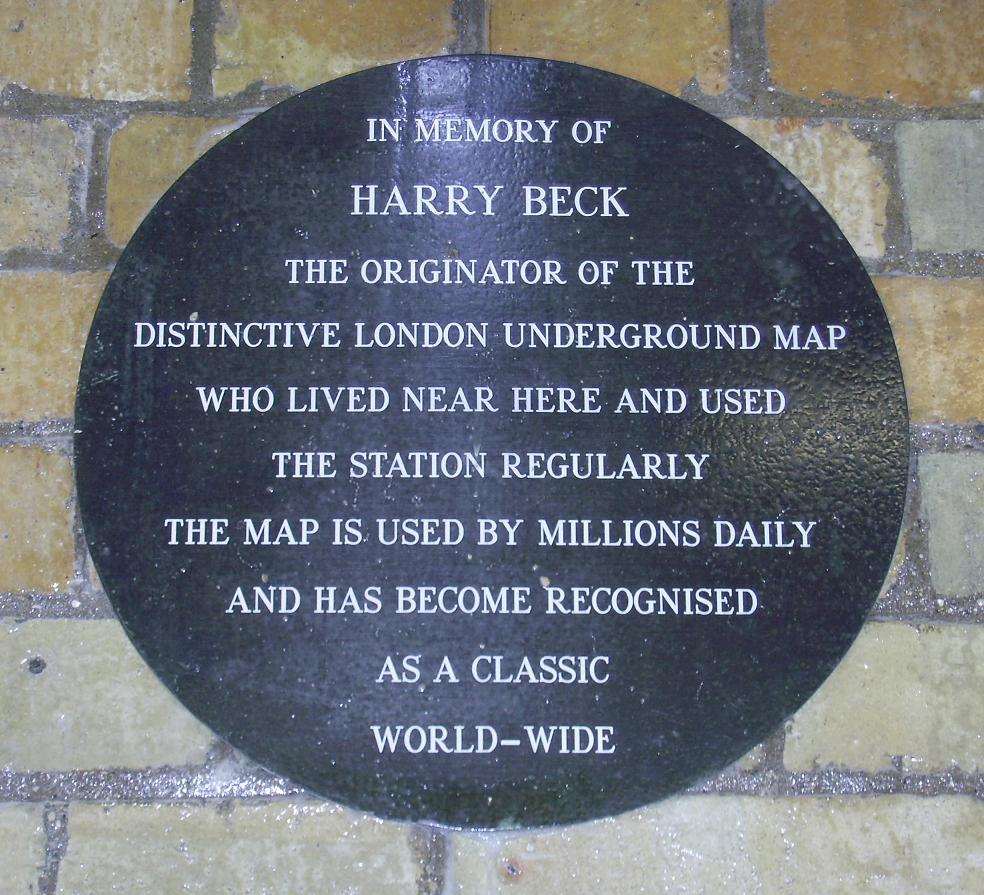
Epigrafe in metallo in memoria di Beck, nella stazione di Finchley Central

Nel 1964 l'impaginazione della mappa fu affidata al progettista Paul Garbutt, che si riavvicinò agli stilemi di Beck. Garbutt continuò a curare il design cartine della metropolitana fino al 1986, anno in cui la mappa era ormai divenuta molto simile a quella odierna.
Oggi la cartina della metropolitana reca, a testimonianza di questo processo, nell'angolo in basso a destra, l'iscrizione:
(Frase posta nelle cartine della metrò di Londra in basso a destra)
Mentre la classica mappa della metropolitana solitamente non rappresenta le linee della National Rail, nel 1973 ne venne prodotta una nuova variante, la London's Railways Map, che comprende in un'unica mappa le linee della metropolitana e quelle dei servizi ferroviari britannici. Questa versione prodotta da Tim Demuth venne sponsorizzata dalla British Rail e dalla London Transport. La mappa di Demuth non sostituì la classica mappa della metropolitana ma continuò a essere pubblicata sotto il nome di London Connections Map.
Nel frattempo anche le cartine delle altre metropolitane del globo adottarono lo stile di Beck; a testimonianza di ciò è stata posizionata nella stazione di Finchley Central, regolarmente utilizzata da Beck (in quanto viveva nelle sue vicinanze), una targa commemorativa che così ricorda il disegnatore britannico:

### Dagli anni novanta in poi
A partire dagli ultimi anni del XX secolo sono state apportate ulteriori modifiche alla mappa. Le versioni più recenti infatti includono nuove linee (come la Docklands Light Railway e la linea Jubilee) e alcune ferrovie della National Rail, poi riunite sotto il nome di London Overground.
Dal 2002 sono state aggiunte sulla cartina anche le zone tariffarie della Travelcard per aiutare i passeggeri a valutare il costo di un biglietto; bisogna notare che l'idea era stata già usata nella cartina di Scheger del 1939, ma che all'epoca non riscosse molto successo.
Nel settembre del 2009 la mappa della Tube venne citata da molti giornali britannici in seguito alla rimozione del Tamigi sulle cartine di ogni stazione della metropolitana di Londra. Questo avvenimento suscitò molto clamore fra i londinesi oltre che la disapprovazione dell'allora sindaco di Londra Boris Johnson, che ordinò alla Transport for London il ripristino immediato del fiume su ogni mappa.
Nel 2014, a seguito di una domanda di accesso alla libertà d'informazione da parte di un cittadino, la Transport for London (TfL) ha messo a disposizione del pubblico una mappa geografica della metropolitana geograficamente esatta di facile comprensione: infatti sovrappone chiaramente i percorsi e le griglie della metropolitana di Londra su quartieri, moli, parchi e sul Tamigi, mantenendo i colori ufficiali delle linee e le iconografie della mappa di Beck. In realtà la mappa era stata inizialmente prodotta per usi di pianificazione ingegneristica interna e non per l'uso degli utenti. Alcuni studi stimano che, a causa dell'eccessiva schematizzazione della mappa di Beck e della sua non corrispondenza geografica, una percentuale variabile degli utenti della metropolitana scelga un percorso non ottimale.
Ad agosto 2016, in previsione dei prossimi quindici anni, nei quali uno studio prevede un aumento dei passeggeri con il tangibile rischio di congestione in alcuni tratti della metropolitana, viene resa pubblica una mappa dell'Underground con indicata la distanza in passi tra una fermata e l'altra, così da incentivare lo spostamento a piedi.

## Aspetti tecnici

### Colori delle linee
| Linea                   | Colore                                     | Identificazione sulle mappe nel corso degli anni                                              | Identificazione sulle mappe nel corso degli anni         | Identificazione sulle mappe nel corso degli anni                                          | Identificazione sulle mappe nel corso degli anni                                          | Identificazione sulle mappe nel corso degli anni                                          | Identificazione sulle mappe nel corso degli anni                                          | Identificazione sulle mappe nel corso degli anni                                          |
| Linea                   | Colore                                     | Note                                                                                          | Note                                                     | Note                                                                                      | Note                                                                                      | Note                                                                                      | Note                                                                                      | Note                                                                                      |
| ----------------------- | ------------------------------------------ | --------------------------------------------------------------------------------------------- | -------------------------------------------------------- | ----------------------------------------------------------------------------------------- | ----------------------------------------------------------------------------------------- | ----------------------------------------------------------------------------------------- | ----------------------------------------------------------------------------------------- | ----------------------------------------------------------------------------------------- |
| Bakerloo                | Marrone (Corporate Brown) Pantone 470      | marrone (dal 1934)                                                                            | rosso (1933–1934)                                        |                                                                                           |                                                                                           |                                                                                           |                                                                                           | marrone UERL                                                                              |
| Central                 | Rosso (Corporate Red) Pantone 485          | rosso (dal 1934)                                                                              | arancione (1933–1934)                                    |                                                                                           |                                                                                           |                                                                                           |                                                                                           | blu UERL                                                                                  |
| Circle                  | Giallo (Corporate Yellow) Pantone 116      | giallo (dal 1987)                                                                             | giallo con bordo nero (1949–1987)                        | verde con bordo nero (1948)                                                               |                                                                                           |                                                                                           |                                                                                           |                                                                                           |
| Circle                  | Giallo (Corporate Yellow) Pantone 116      | Originariamente faceva parte delle linee Metropolitan e District; non mostrata prima del 1948 |                                                          |                                                                                           |                                                                                           |                                                                                           |                                                                                           |                                                                                           |
| District                | Verde (Corporate Green) Pantone 356        | verde (dal 1933)                                                                              |                                                          |                                                                                           |                                                                                           |                                                                                           |                                                                                           | verde UERL                                                                                |
| East London             | Arancio (Underground Orange) Pantone 137   | doppia striscia arancione (dal 2010)                                                          | arancione (1990–2010)                                    | doppia striscia magenta (1970-1990 ca.)                                                   | magenta (1949–1969)                                                                       | verde (1937–1948)                                                                         | magenta (1934–1937)                                                                       | bianco con bordo rosso (1933–1934)                                                        |
| East London             | Arancio (Underground Orange) Pantone 137   | Parte della London Overground dal 2010                                                        |                                                          |                                                                                           |                                                                                           |                                                                                           |                                                                                           |                                                                                           |
| Hammersmith & City      | Rosa (Underground Pink) Pantone 197        | rosa (dal 1988)                                                                               | magenta (1949–1988)                                      | verde (1937–1948)                                                                         | magenta (1934–1937)                                                                       |                                                                                           |                                                                                           |                                                                                           |
| Hammersmith & City      | Rosa (Underground Pink) Pantone 197        | Indipendente dalla linea Metropolitan nel 1988                                                |                                                          |                                                                                           |                                                                                           |                                                                                           |                                                                                           |                                                                                           |
| Jubilee                 | Grigio (Corporate Grey) Pantone 430        | grigio (dal 1979)                                                                             |                                                          |                                                                                           |                                                                                           |                                                                                           |                                                                                           |                                                                                           |
| Jubilee                 | Grigio (Corporate Grey) Pantone 430        | Aperta nel 1979                                                                               |                                                          |                                                                                           |                                                                                           |                                                                                           |                                                                                           |                                                                                           |
| Metropolitan            | Magenta (Corporate Magenta) Pantone 235    | magenta (dal 1948)                                                                            | verde (1937–1948)                                        | magenta (1934–1937)                                                                       |                                                                                           |                                                                                           |                                                                                           | rosso UERL                                                                                |
| Metropolitan            | Magenta (Corporate Magenta) Pantone 235    | Unita alla District dal 1937 al 1948                                                          |                                                          |                                                                                           |                                                                                           |                                                                                           |                                                                                           |                                                                                           |
| Northern                | Nero (Corporate Black) Pantone Black       | nero (dal 1933)                                                                               |                                                          |                                                                                           |                                                                                           |                                                                                           | argento (CCE&H) UERL                                                                      | nero (C&SL) UERL                                                                          |
| Northern City           | Nessun colore                              | bianco con bordo nero (1990 ca.–1998)                                                         | doppia striscia arancione (1985-1990 ca.)                | bianco con bordo nero (1975–1984)                                                         | doppia striscia nera (1970–1975)                                                          | nero (1937–1969)                                                                          | bianco con bordo nero (1934–1937)                                                         | bianco con bordo magenta (1933–1934)                                                      |
| Northern City           | Nessun colore                              | Non mostrata dal 1998; oggi una linea della Network Rail                                      | Non mostrata dal 1998; oggi una linea della Network Rail | Non mostrata dal 1998; oggi una linea della Network Rail                                  | Non mostrata dal 1998; oggi una linea della Network Rail                                  | Non mostrata dal 1998; oggi una linea della Network Rail                                  | arancione con bordo nero                                                                  | UERL                                                                                      |
| Piccadilly              | Blu (Corporate Blue) Pantone 072           | blu (dal 1933)                                                                                |                                                          |                                                                                           |                                                                                           |                                                                                           |                                                                                           | giallo con bordo nero UERL                                                                |
| Victoria                | Azzurro (Corporate Light Blue) Pantone 299 | azzurro (dal 1968)                                                                            |                                                          |                                                                                           |                                                                                           |                                                                                           |                                                                                           |                                                                                           |
| Victoria                | Azzurro (Corporate Light Blue) Pantone 299 | Aperta nel 1968                                                                               |                                                          |                                                                                           |                                                                                           |                                                                                           |                                                                                           |                                                                                           |
| Waterloo & City         | Turchese (Corporate Turqouise) Pantone 338 | turchese (dal 1994)                                                                           | bianco con bordo nero (1949–1994)                        | rosso con bordo nero (1943–1948)                                                          | bianco con bordo nero (1938–1941)                                                         |                                                                                           |                                                                                           | Grigio UERL                                                                               |
| Waterloo & City         | Turchese (Corporate Turqouise) Pantone 338 | Non mostrata fino al 1938                                                                     |                                                          |                                                                                           |                                                                                           |                                                                                           |                                                                                           |                                                                                           |
| Docklands Light Railway | Turchese (DLR Turquoise) Pantone 326       | doppia striscia turchese (dal 1993)                                                           | doppia striscia blu (1987–1993)                          |                                                                                           |                                                                                           |                                                                                           |                                                                                           |                                                                                           |
| Docklands Light Railway | Turchese (DLR Turquoise) Pantone 326       | Aperta nel 1987                                                                               |                                                          |                                                                                           |                                                                                           |                                                                                           |                                                                                           |                                                                                           |
| TfL Rail                | Blu (Corporate Blue) Pantone 072           | doppia striscia blu (2015-2022)                                                               | Dal 2022 divenuta Elizabeth Line                         | Dal 2022 divenuta Elizabeth Line                                                          | Dal 2022 divenuta Elizabeth Line                                                          | Dal 2022 divenuta Elizabeth Line                                                          | Dal 2022 divenuta Elizabeth Line                                                          | Dal 2022 divenuta Elizabeth Line                                                          |
| Tramlink                | Verde (Trams Green) Pantone 368            | doppia striscia verde                                                                         | verde (tratteggiato)                                     | Aperta all'esercizio nel 2000, non è stata mostrata sulle mappe tradizionali fino al 2017 | Aperta all'esercizio nel 2000, non è stata mostrata sulle mappe tradizionali fino al 2017 | Aperta all'esercizio nel 2000, non è stata mostrata sulle mappe tradizionali fino al 2017 | Aperta all'esercizio nel 2000, non è stata mostrata sulle mappe tradizionali fino al 2017 | Aperta all'esercizio nel 2000, non è stata mostrata sulle mappe tradizionali fino al 2017 |
| Tramlink                | Verde (Trams Green) Pantone 368            | Non mostrato nella Standard tube map, bensì sulla Tramlink network map                        |                                                          |                                                                                           |                                                                                           |                                                                                           |                                                                                           |                                                                                           |
| West London             | Arancio (Overground Orange) Pantone 158    | doppia striscia arancione (dal 2010)                                                          | bianco con bordo nero (2007–2010)                        | non mostrata 1943–2007                                                                    | bianco con bordo nero (1938–1941)                                                         |                                                                                           |                                                                                           | Grigio UERL                                                                               |
| West London             | Arancio (Overground Orange) Pantone 158    | Ora parte della London Overground                                                             |                                                          |                                                                                           |                                                                                           |                                                                                           |                                                                                           |                                                                                           |
| North London            | Arancio (Overground Orange) Pantone 158    | doppia striscia arancione (dal 2007)                                                          | bianco con bordo nero (1990 ca.–2007)                    | non mostrata tra 1985 e 1990 circa                                                        | bianco con bordo nero (1977–1984)                                                         |                                                                                           |                                                                                           | Grigio UERL                                                                               |
| North London            | Arancio (Overground Orange) Pantone 158    | Ora parte della London Overground                                                             |                                                          |                                                                                           |                                                                                           |                                                                                           |                                                                                           |                                                                                           |
| Watford DC              | Arancio (Overground Orange) Pantone 158    | doppia striscia arancione (dal 2007)                                                          | non mostrata 1985–2007                                   | bianco (con bordo nero) 1984                                                              | tripla striscia marrone (1975–1983)                                                       | tripla striscia marrone/nero/marrone (1973–1974)                                          |                                                                                           | Grigio UERL                                                                               |
| Watford DC              | Arancio (Overground Orange) Pantone 158    | Ora parte della London Overground                                                             |                                                          |                                                                                           |                                                                                           |                                                                                           |                                                                                           |                                                                                           |
| Gospel Oak- Barking     | Arancio (Overground Orange) Pantone 158    | doppia striscia arancione (dal 2007)                                                          |                                                          |                                                                                           |                                                                                           |                                                                                           |                                                                                           | Grigio UERL                                                                               |
| Gospel Oak- Barking     | Arancio (Overground Orange) Pantone 158    | Non mostrata prima del 2007                                                                   |                                                          |                                                                                           |                                                                                           |                                                                                           |                                                                                           |                                                                                           |
| Thameslink              | Rosa Pantone 218                           | bianco con bordo nero (1990 ca.–1998)                                                         | doppia striscia arancione (1985-1990 ca.)                | bianco con bordo nero (1977–1984)                                                         |                                                                                           |                                                                                           |                                                                                           | Grigio UERL                                                                               |
| Thameslink              | Rosa Pantone 218                           | Una linea della Network Rail; non mostrata dal 1998                                           |                                                          |                                                                                           |                                                                                           |                                                                                           |                                                                                           |                                                                                           |
| London Cable Car        | Rosso (Corporate Red) Pantone 485          | tripla striscia rossa (dal 2012)                                                              |                                                          |                                                                                           |                                                                                           |                                                                                           |                                                                                           |                                                                                           |
| London Cable Car        | Rosso (Corporate Red) Pantone 485          | Non facente parte della rete della metropolitana                                              |                                                          |                                                                                           |                                                                                           |                                                                                           |                                                                                           |                                                                                           |
| Elizabeth Line          | Viola Pantone 266                          | doppia striscia viola (dal 2022)                                                              |                                                          |                                                                                           |                                                                                           |                                                                                           |                                                                                           |                                                                                           |

### Simboli
Un'altra importante invenzione introdotta da Beck sono i simboli utilizzati per differenziare le stazioni. Ciò aumentò la chiarezza di ogni mappa in quanto il simbolo era posto accanto al nome della stazione, non occupando quindi troppo spazio.
Sin dall'inizio alle stazioni di interscambio si assegnò un simbolo speciale per sottolineare la loro importanza, nonostante la sua forma cambiò nel corso degli anni. Addirittura, nel 1960, si registra l'uso un simbolo per le stazioni aventi un collegamento con la British Rail (ora denominata National Rail).
Nella storia della metropolitana di Londra sono stati utilizzati i seguenti simboli:
- ? - Cerchio (uno per ogni stazione, dove possibile) - Il simbolo standard;[7]
- ? - Cerchio con un mediano all'interno - Utilizzato dal 1964 al 1970 per indicare un interscambio con le British Railways;[16]
- ? - Quadrato - In passato usato per indicare un interscambio con le British Railways (tale tecnica fu utilizzata dal 1960 al 1964);[15]
- ? - Rombo (uno per ogni linea) - Usato all'inizio degli anni trenta.[9]

Di seguito invece i simboli utilizzati a partire dagli anni duemila:
- - Aeroplano - Utilizzato per le stazioni situate nelle vicinanze degli aeroporti di Heathrow e di Londra-City;
- - Barca - Per indicare che nei pressi della stazione è presente un molo della rete fluviale operata dal London River Services;
- - Logo della National Rail - Indica che per la stazione passano anche le ferrovie della National Rail;
- - Omino seduto su una sedia a rotelle - Per indicare l'accesso senza gradini dalla strada ai binari;
- Tram - Usato per indicare un interscambio con il Tramlink.

### Carattere tipografico

Esempio d'utilizzo del carattere Johnston con il pangramma «The quick brown fox jumps over the lazy dog»

La Transport for London per riprodurre i nomi delle stazioni sulle cartine utilizza il carattere tipografico senza grazie Johnston, creato dall'inglese Edward Johnston. Questo font ha delle caratteristiche particolari, come la lettera O (sia maiuscola sia minuscola) perfettamente circolare e un piccolo quadrato disposto diagonalmente utilizzato per i pallini sopra le j e le i minuscole e per il punto fermo.
Il carattere fu commissionato nel 1913 da Frank Pick, dirigente commerciale della Underground Electric Railways Company of London (nota anche The Underground Group), come parte della sua strategia per rinforzare l'identità societaria dell'azienda. Fu adottato nel 1916. Pick indicò a Johnston di volere un carattere moderno e semplice che rendesse difficile confondere i poster dell'Underground Group con i manifesti pubblicitari.
Nel 1933 l'Underground Electric Railways Company of London fu assorbita dal London Passenger Transport Board e il carattere fu adottato come parte del marchio.
Il carattere fu inizialmente denominato «Underground», poi noto come «Johnston's Railway Type» e infine semplicemente come «Johnston».

## Versioni ufficiali della cartina
La cartina della metropolitana di Londra esiste per aiutare i passeggeri a districarsi fra le varie linee e stazioni; perciò sono state create numerose versioni della cartina, ognuna con un ruolo specifico.
La cartina standard (Standard tube map) è quella solitamente utilizzata all'interno delle stazioni. Quest'ultima raffigura tutte le linee, le stazioni e le zone tariffarie.
Un'altra cartina, utilizzata anche in scali ferroviari ubicati al di fuori della Grande Londra, ritrae invece sia le linee della metropolitana sia le ferrovie della National Rail; i produttori della mappa si sono ispirati alla London Connections Map.
Vi sono anche altre versioni della mappa:
- La Step free tube guide map raffigura le stazioni con accesso senza gradini alle banchine.
- La Avoiding stairs tube guide map raffigura le stazioni con accesso alle banchine tramite ascensori o scale mobili.
- La Walking tube map raffigura i tempi medi di percorrenza a piedi tra le stazioni dell'area centrale di Londra.
- La Toilet facilities tube map raffigura le stazioni con servizi igienici.
- La  Cycles on public transport map (PDF), su content.tfl.gov.uk (archiviato dall'url originale il 17 novembre 2021). riporta su quali tratte è ammesso il trasporto di biciclette.

Vi sono inoltre mappe separate per i servizi della Docklands Light Railway, della London Overground, della Elizabeth Line e della rete tranviaria.

## Influenza culturale
La mappa della metropolitana di Londra è diventata tanto nota da potersi definire uno dei simboli della città; non è infatti raro trovare cartine della London Tube su magliette, cartoline e souvenir. Essendo stata infatti inclusa tra i simboli del design inglese, la mappa è spesso citata da artisti e studiosi come un «classic design» (in italiano design classico) ed è proprio a causa della sua popolarità che la Transport for London, l'ente responsabile dei trasporti londinesi, ne vieta l'utilizzo o la riproduzione in altri ambiti.
La mappa, nonostante le severe restrizioni poste dalla Transport for London, è comunque stata fortemente influenzata dalla cultura popolare.

### The Great Bear
The Great Bear è una litografia prodotta dall'inglese Simon Patterson, oggi esposta alla Tate Britain di Londra. L'opera, grande circa 1 m², rappresenta una cartina della metropolitana di Londra; tuttavia nel The Great Bear i nomi delle stazioni sono stati sostituiti con quelli di persone famose (come esploratori, santi o scienziati), disposti a seconda del colore delle linee (per esempio le stazioni della Victoria line portano i nomi di artisti italiani, come Piero della Francesca).

### Animals on the Underground
Animals on the Underground è il nome di una collezione che comprende oltre 20 animali creati unendo fra loro linee, stazioni e raccordi della metropolitana di Londra. Il primo animale della serie, precisamente un elefante (il cui nome è ironicamente Elephant & Castle), è stato creato dall'inglese Paul Middlewick nel 1988 durante il suo viaggio giornaliero sulla Tube londinese. Da allora sono stati realizzati numerosi altri animali, dai pipistrelli ai pesci angelo.
Gli animali sono apparsi su un volantino che pubblicizzava lo zoo di Londra, e su di loro è stato perfino scritto un libro, Lost Property, che narra delle imprese dell'elefante Elephant & Castle: questo, nell'opera, perderà improvvisamente la memoria e verrà aiutato dal pesce angelo Angel.

### World Tube Map
Celebre è la World Tube Map, una delle tante mappe della metropolitana create dall'inglese Mark Ovenden, che non copre l'area di una città, bensì l'interità del globo terrestre, avendo come stazioni le città che dispongono di un servizio metropolitano (o in cui è in progetto).
Nella cartina l'Africa è il continente con meno fermate della World Tube Map (e, di conseguenza, dove ci sono meno metropolitane): infatti le uniche città che posseggono una stazione nella cartina sono Alessandria d'Egitto, Il Cairo, Lagos, Algeri e Tunisi. L'Europa, al contrario, è il continente con più stazioni della metropolitana (e quindi, parallelamente, con più reti metropolitane al mondo).
La World Tube Map, inoltre, dimostra con evidenza quanto sia stilizzato lo stile introdotto da Beck: infatti nella mappa le città di Lisbona e di Fortaleza sono molto vicine (invece nella realtà distano più di 7000 km); è possibile affermare lo stesso per Rotterdam e Newark, nella cartina poco distanti tra di loro ma nella realtà lontane 7300 km.
Infine la mappa, sebbene applicata in un contesto diverso, è molto simile a quella della metropolitana di Londra: il frammento della London Overground che corrisponde alla East London Line, per esempio, è rimasto praticamente invariato. Risultano molto simili alla versione originale della mappa della Tube anche la parte nordorientale della linea Central e l'insieme delle linee Circle, District e Hammersmith & City.

### London Underground Anagram Map
Un'altra famosa parodia della cartina della metropolitana di Londra è la London Underground Anagram Map dove, come suggerisce il nome, i nomi delle stazioni sono stati sostituiti con dei loro anagrammi (per esempio Liverpool Street nella cartina è segnata come «Pistoleer Revolt», in italiano Rivolta dei Pistoleri).
La mappa è stata prodotta nel 7 febbraio 2007 con il software Photoshop. La Anagram Map riscontrò molto successo fra i londinesi, venendo condivisa numerose volte in diversi blog britannici; tuttavia poco dopo la mappa fu censurata dalla Transport for London, intransigente sulle riproduzioni non ufficiali della sua creazione.
Ecco cosa apparve nella pagina della mappa dopo la censura:
Ciononostante la mappa è ancora visibile su alcuni siti.

### Altre apparizioni nella cultura di massa
La cartina appare nuovamente nel poster The Tate Gallery by Tube di David Booth, dove le linee sono in realtà dei rivoli di pittura fuoriusciti da un tubetto (che porta su di esso il logo della metropolitana di Londra).
Altra apparizione della mappa nella cultura popolare è nella It's Quicker to Walk Map. Qui sono unite con una linea tratteggiata le stazioni che fra di loro distano meno di 500 metri. Questa cartina, come la World Tube map, mostra quanto le mappe di Beck rispettino poco la reale posizione geografica delle stazioni: infatti stazioni distanti nella mappa possono anche essere molto vicine nella realtà.
Un'altra parodia della mappa è la What If The Germans Had Won The War Map, dove i nomi delle stazioni sono tradotti in tedesco; per esempio la stazione di Angel nella cartina è segnata come Engel, o ancora King's Cross St. Pancras nella cartina assume il nome di Königskreuz St. Pankraz.
La mappa fa un'altra apparizione nella Upside Down Version, dove la cartina è per l'appunto sottosopra.
Un'altra versione della mappa è la South London Tube map, in cui viene raffigurata un'ipotetica metropolitana nel sud di Londra, dove nella realtà sono presenti solo poche decine di fermate.
Infine, in occasione dei giochi della XXX Olimpiade tenutisi a Londra, è stata realizzata la Olympic Legends Map; in quest'ultima ogni fermata porta il nome di coloro che hanno lasciato un segno indelebile nella storia delle Olimpiadi. Per esempio la stazione di Euston è stata attribuita a Michael Jordan mentre quella di Stratford porta il nome di Michael Phelps, l'atleta più titolato nella storia delle Olimpiadi moderne.